# Emilio-Comici-Hütte
Die Emilio-Comici-Hütte (italienisch Rifugio Emilio Comici) ist eine privat geführte Schutzhütte in den Grödner Dolomiten in Südtirol. Sie bietet keine Übernachtungsmöglichkeiten.

## Lage und Umgebung
Die ganzjährig geöffnete Hütte befindet sich auf 2154 m s.l.m. Höhe am Fuße des Langkofels im Skigebiet Plan de Gralba in Wolkenstein in Gröden.
Sie ist bequem zu Fuß vom Sellajoch aus zu erreichen, indem man die Steinerne Stadt durchwandert. Sie liegt am Friedrich-August-Weg, der eine Umrundung der Langkofelgruppe ermöglicht.

## Geschichte
Mit dem Bau der Hütte wurde 1948 begonnen. Noch bevor sie vollendet war, wechselte sie den Besitzer. Die neuen Besitzer, eine Gruppe von begeisterten Skifahrern, darunter der Skipionier Gianni Marzola, eröffneten das Rifugio schließlich 1950.
Der aus Grado stammende Marzola verarbeitete den Fisch aus der Fischzucht seiner Eltern in der Lagune von Grado auf der Hütte. In der Folge erwarb sich die Emilio-Comici-Hütte den Ruf eines renommierten Fischrestaurants, in dem unter anderem die Skilegenden Gustav Thöni, Ingemar Stenmark, Alberto Tomba, der italienische Staatspräsident Sandro Pertini oder der Prinz Alberto von Monaco Gäste waren. Während des Sturmtiefs Vaia wurde die Hütte im Herbst 2018 komplett abgedeckt und der Bau schwer in Mitleidenschaft gezogen.
Benannt ist die Hütte nach dem italienischen Bergsteiger Emilio Comici, der in der Nähe eine neue Route zur Besteigung des Langkofels eröffnete.